# Mercedes-Benz R 171

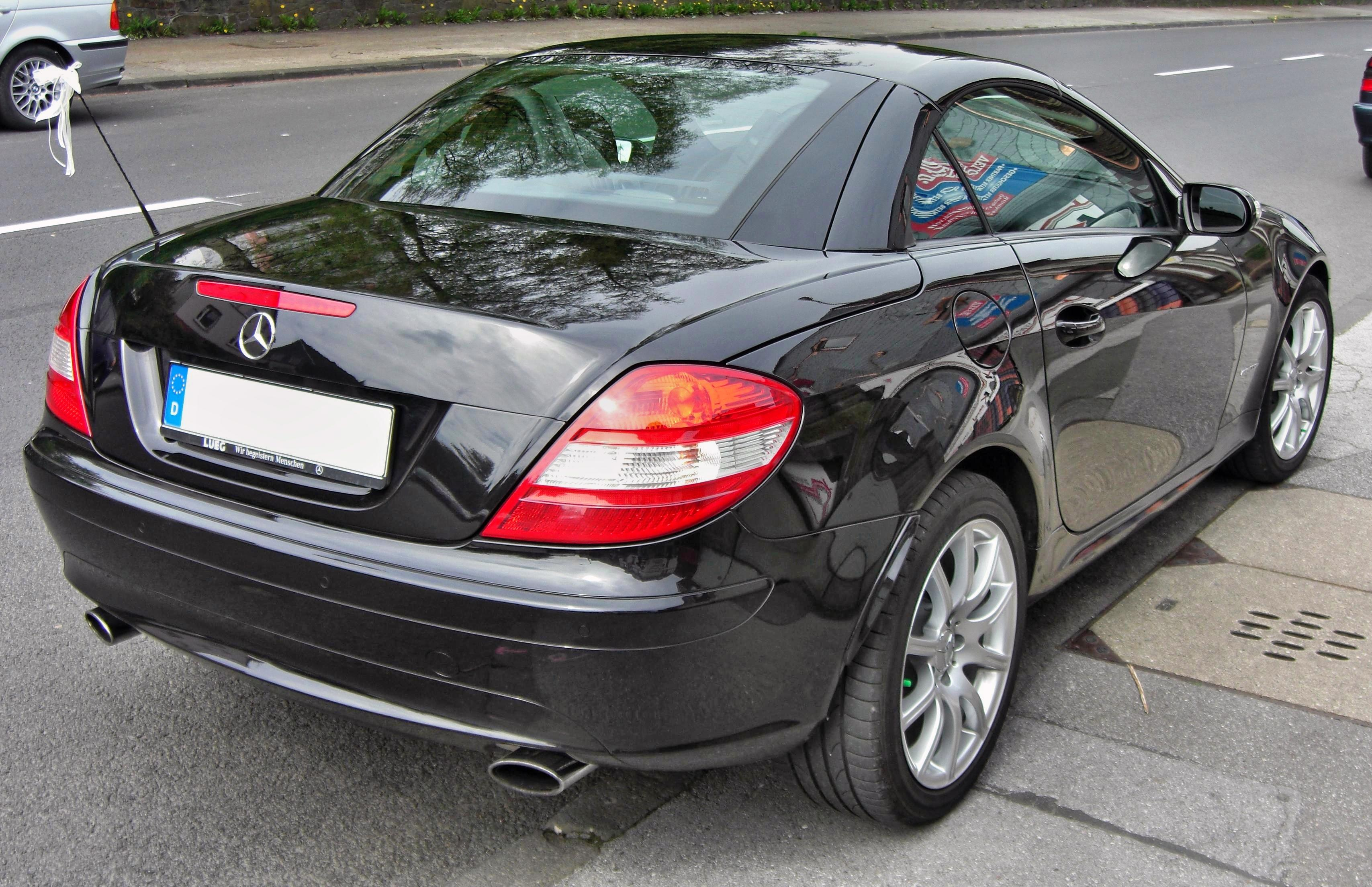
Heckansicht eines SLK 200 Kompressor (2004–2008)

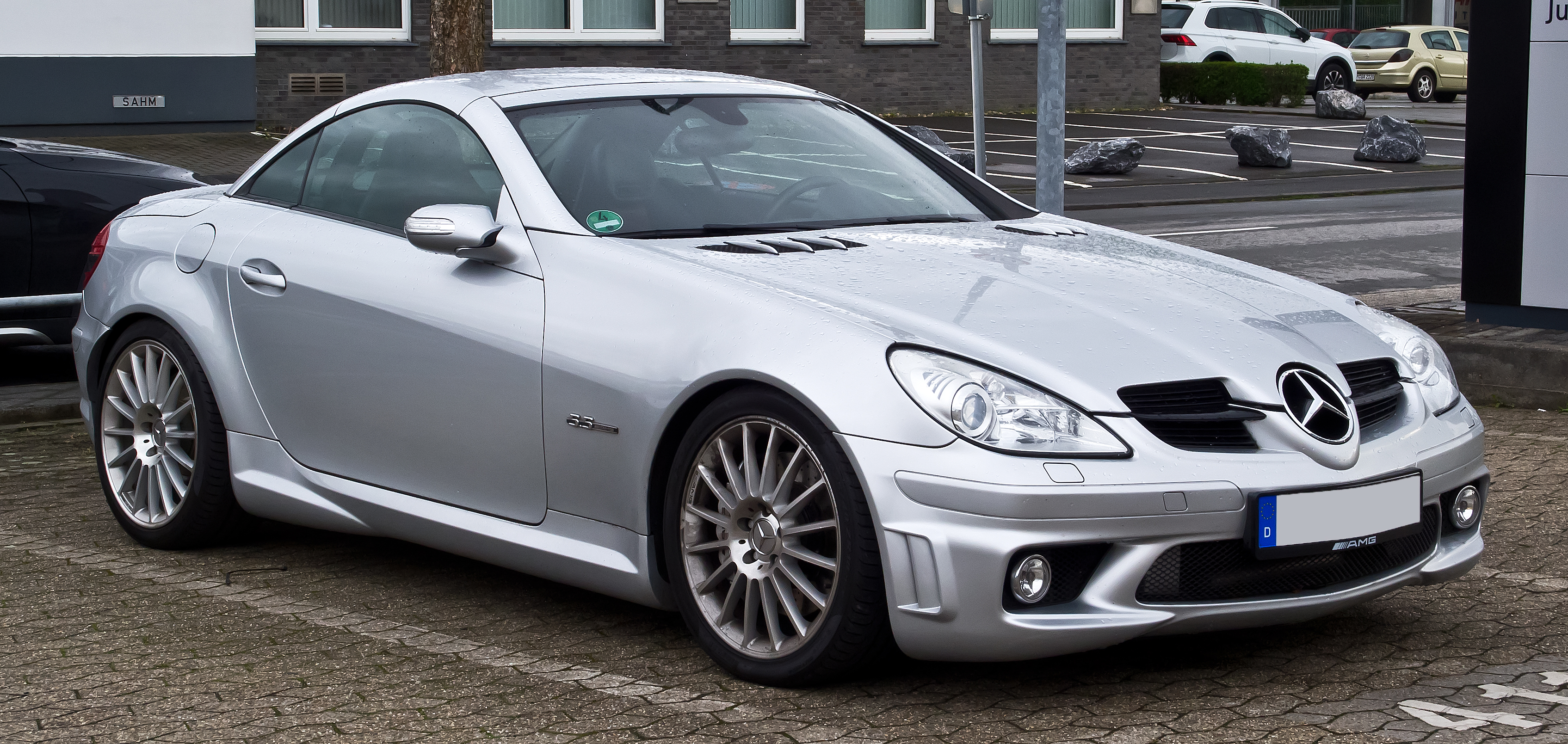
SLK 55 AMG

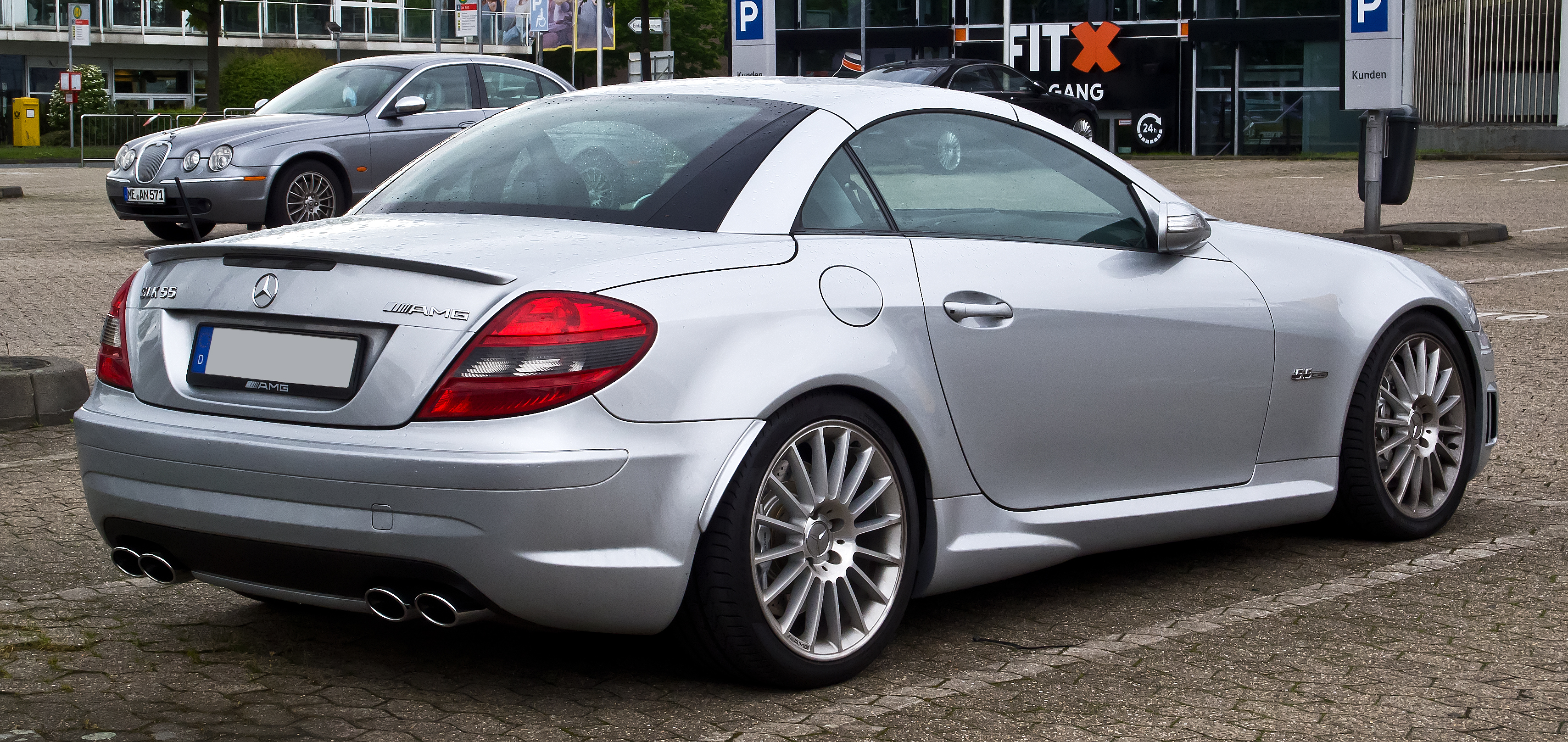
Heckansicht

Der Mercedes-Benz R 171 ist ein Roadster des Automobilherstellers Mercedes-Benz. Das Cabrio ist die zweite Generation der SLK-Baureihe und Nachfolger des Mercedes-Benz R 170. Gebaut wurde der R 171 im Mercedes-Benz-Werk in Bremen. Das Fahrzeug wurde erstmals auf dem 74. Genfer Auto-Salon vorgestellt. Verkaufsstart in Europa war der 27. März 2004, am 26. März 2011 wurde er durch die dritte Generation abgelöst. Bis Ende 2009 wurden über 220.000 Fahrzeuge an Kunden ausgeliefert.

## Änderungen gegenüber dem Vorgängermodell
Die elektro-hydraulische Dachmechanik wurde gegenüber dem Vorgänger etwas modifiziert. Im neuen Modell schwenkt sie die Heckscheibe so in ihrem Rahmen, dass deren Krümmung im zusammengeklappten Zustand nach oben zeigt. Dadurch nimmt sie bei offenem Dach im Kofferraum nicht allzu viel Platz weg. Neu im SLK und erstmals in einem Cabrio von Mercedes-Benz war die optionale Kopfraumheizung Airscarf. Sie kann über Kanäle im Sitz sowie in der Kopfstütze beheizte Luft nach oben befördern und einen warmen Luftstrahl auf den Nacken von Fahrer und Beifahrer richten. Die Temperatur ist in drei Stufen verstellbar und die Gebläseleistung passt sich automatisch der Geschwindigkeit an.
Die Front des R 171 ist an den Supersportwagen SLR McLaren von McLaren-Mercedes angelehnt und führte zu dem früher auch für andere Fahrzeuge gebrauchten Spitznamen „Nasenbär“.

## Motorisierungen
Zu den Motoren gehören ein Vierzylinder (Motorbezeichnung M 271), zwei Sechszylinder (M 272) und ein Achtzylinder (M 113). Ab dem Start der Baureihe war der Vierzylindermotor verfügbar. Der Motor hat einen Hubraum von 1,8 Litern und wird mithilfe eines Kompressors mit Ladeluft versorgt. Im SLK 350 debütierte die neue Generation von Sechszylindermotoren, intern als M 272 bezeichnet, mit wieder vier Ventilen pro Zylinder. Mitte 2005 wurde im SLK 280 die Dreiliterversion der neuen Motorengeneration nachgeschoben. Die Spitzenposition nimmt das AMG-Modell ein, es leistet mit einem 5,5-Liter-Saugmotor 265 kW (360 PS). Noch stärker ist der SLK 55 AMG Black Series. Mit 294 kW (400 PS) und festem CFK-Dach, statt Vario-Faltdach, wurde er als Konkurrenzprodukt gegen das BMW-Z4-M-Coupé positioniert.
Ein Dieselmotor wurde für den R 171 nicht angeboten. Jedoch zeigte Mercedes-Benz im Jahr 2005 eine Studie mit der Bezeichnung SLK 320 Triturbo. In das im Design des SLK 55 AMG gehaltene Fahrzeug wurde der damals neue OM 642-Dieselmotor eingebaut und die Leistung mit drei Turboladern auf 210 kW (286 PS) gesteigert, das maximale Drehmoment beträgt 630 Nm. In 5,3 Sekunden sollte der Wagen auf 100 km/h beschleunigen. Die Höchstgeschwindigkeit betrug abgeregelt 250 km/h. Als Durchschnittsverbrauch wurden etwa 7,5 l pro 100 km genannt. Es blieb jedoch beim Einzelstück.
Technische Daten
|                                  | SLK 200 Kompressor                       | SLK 200 Kompressor                       | SLK 280                                              | SLK 280                                              | SLK 300                                              | SLK 350                                              | SLK 350 Sportmotor                                   | SLK 55 AMG                   | SLK 55 AMG Black Series      |
| -------------------------------- | ---------------------------------------- | ---------------------------------------- | ---------------------------------------------------- | ---------------------------------------------------- | ---------------------------------------------------- | ---------------------------------------------------- | ---------------------------------------------------- | ---------------------------- | ---------------------------- |
| Bauzeitraum                      | 03/2004–12/2007                          | 01/2008–01/2011                          | 04/2005–12/2007                                      | 01/2008–03/2009                                      | 04/2009–01/2011                                      | 04/2004–12/2007                                      | 01/2008–01/2011                                      | 04/2004–11/2010              | 06/2006–01/2008              |
| Motor                            | R4-Ottomotor (Kompressor)                | R4-Ottomotor (Kompressor)                | V6-Ottomotor (Saugmotor)                             | V6-Ottomotor (Saugmotor)                             | V6-Ottomotor (Saugmotor)                             | V6-Ottomotor (Saugmotor)                             | V6-Ottomotor (Saugmotor)                             | V8-Ottomotor (Saugmotor)     | V8-Ottomotor (Saugmotor)     |
| Motorbezeichnung *               | M 271 E 18 ML                            | M 271 E 18 ML                            | M 272 E 30                                           | M 272 E 30                                           | M 272 E 30                                           | M 272 E 35                                           | M 272 E 35                                           | M 113 E 55                   | M 113 E 55                   |
| Hubraum                          | 1796 cm³                                 | 1796 cm³                                 | 2996 cm³                                             | 2996 cm³                                             | 2996 cm³                                             | 3498 cm³                                             | 3498 cm³                                             | 5439 cm³                     | 5439 cm³                     |
| Max. Leistung                    | 120 kW (163 PS) bei 5500/min             | 135 kW (184 PS) bei 5500/min             | 170 kW (231 PS) bei 6000/min                         | 170 kW (231 PS) bei 6100/min                         | 170 kW (231 PS) bei 6100/min                         | 200 kW (272 PS) bei 6000/min                         | 224 kW (305 PS) bei 6500/min                         | 265 kW (360 PS) bei 5750/min | 294 kW (400 PS) bei 5750/min |
| Max. Drehmoment                  | 240 Nm bei 3000–4000/min                 | 250 Nm bei 2800–5000/min                 | 300 Nm 3500/min                                      | 300 Nm 2500–5000/min                                 | 300 Nm 2500–5000/min                                 | 350 Nm 2400–5000/min                                 | 360 Nm 4900/min                                      | 510 Nm 4000/min              | 520 Nm 3750/min              |
| Verdichtung                      | 9,5:1                                    | 8,5:1                                    | 11,1:1                                               | 11,3:1                                               | 11,3:1                                               | 10,7:1                                               | 11,7:1                                               | 11,0:1                       | 11,3:1                       |
| Antrieb                          | Hinterradantrieb                         | Hinterradantrieb                         | Hinterradantrieb                                     | Hinterradantrieb                                     | Hinterradantrieb                                     | Hinterradantrieb                                     | Hinterradantrieb                                     | Hinterradantrieb             | Hinterradantrieb             |
| Getriebe, serienmäßig (optional) | 6-Gang-Schaltgetriebe (5-Gang Automatik) | 6-Gang-Schaltgetriebe (5-Gang Automatik) | 6-Gang-Schaltgetriebe (7-Gang Automatik (7G-Tronic)) | 6-Gang-Schaltgetriebe (7-Gang Automatik (7G-Tronic)) | 6-Gang-Schaltgetriebe (7-Gang Automatik (7G-Tronic)) | 6-Gang-Schaltgetriebe (7-Gang Automatik (7G-Tronic)) | 6-Gang-Schaltgetriebe (7-Gang Automatik (7G-Tronic)) | 7-Gang Automatik (7G-Tronic) | 7-Gang Automatik (7G-Tronic) |
| Höchstgeschwindigkeit            | 230 km/h (226 km/h)                      | 236 km/h (232 km/h)                      | 250 km/h (250 km/h)**                                | 250 km/h (250 km/h)**                                | 250 km/h (250 km/h)**                                | 250 km/h (250 km/h)**                                | 250 km/h (250 km/h)**                                | – (250 km/h)**               | – (280 km/h)**               |
| Beschleunigung, 0–100 km/h       | 7,9 s (8,3 s)                            | 7,6 s (7,9 s)                            | 6,3 s (6,2 s)                                        | 6,3 s (6,2 s)                                        | 6,3 s (6,2 s)                                        | 5,6 s (5,5 s)                                        | 5,4 s (5,4 s)                                        | – (4,9 s)                    | – (4,5 s)                    |
| Verbrauch in l/100 km (EWG)      | 8,7 (8,8)                                | 7,8 (8,1)                                | 9,7 (9,3)                                            | 9,5 (8,9)                                            | 9,5 (8,9)                                            | 10,6 (10,1)                                          | 9,7 (9,0)                                            | – (12,0)                     | – (12,2)                     |

Die Angaben in Klammern ( ) ab Getriebe (optional) beziehen sich auf Fahrzeuge mit Automatikgetriebe
* Die Motorbezeichnung ist wie folgt verschlüsselt:
M = Motor (Otto), Baureihe = 3-stellig, E = Saugrohreinspritzung, Hubraum = Deziliter (gerundet), ML = Kompressor
** Höchstgeschwindigkeit elektronisch auf 250 bzw. 280 km/h abgeregelt

## Getriebe
Geschaltet wird in den Vier- und Sechszylinder-Modellen serienmäßig mit einem Sechsganggetriebe. Automatische Getriebe waren auf Wunsch erhältlich. Diese haben beim Vierzylinder fünf und bei den Sechszylindern sieben Gänge. Die Siebengang-Automatik 7G-Tronic ist serienmäßig beim Achtzylindermotor verbaut und beinhaltet auch eine zusätzliche Lenkradschaltung (Schaltpaddles). Für Fahrzeuge mit dem 7G-Tronic-Automatikgetriebe waren die Schaltpaddles am Lenkrad ab 08/2006 als Sonderausstattung erhältlich, welche eine sportlichere Fahrweise durch schnellere Schaltvorgänge ermöglichen.

## Modellpflege
Im Dezember 2007 wurde die Modellpflege des SLK vorgestellt. Die Auslieferung begann im April 2008. Das neue Modell erhielt eine neue Frontschürze, die dynamischer wirken soll, sowie größere, trapezförmige Auspuffrohre, Diffusor-Optik und dunklere Leuchten am Heck.
Die Motoren wurden an die neue Motorengeneration angepasst. Somit leistete der SLK 200 KOMPRESSOR nun 135 kW (184 PS) statt 120 kW (163 PS). Dieser überarbeitete Motor war schon aus der C-, E- und der CLK-Klasse bekannt. Als Erster erhielt der SLK 350 Sportmotor den neuen Sport-Motor mit 224 kW (305 PS) (Vorgänger: 200 kW/272 PS); alle Motoren waren laut Mercedes-Benz sparsamer. Die Preise begannen bei 36.503,25 € (Stand: Dezember 2007). In manchen Märkten (z. B. der USA) wurde der SLK 280 seit der Modellpflege als SLK 300 ausgeliefert. Ab März 2009 wurde letzterer auch in Deutschland als SLK 300 vertrieben.

## Ausstattungspakete und Sondermodelle
Zur Serienausstattung aller Modelle sowie den zusätzlichen Serienausstattungen der Motorvarianten SLK 280/300, SLK 350 (Sportmotor) und SLK 55 AMG gab es viele Sonderausstattungen. Einige sind in besonderen Paketen zusammengefasst. Außerdem  gab es verteilt über den Baureihenzeitraum verschiedene Sondermodelle u. a. zu besonderen Anlässen.

Das Aussehen und die Funktionalität der Fahrzeuge erheblich beeinflussende Pakete und die Sondermodelle sind nachstehend näher beschrieben.

### Ausstattungspakete

#### Innenraum-Lichtpaket
Das Innenraum-Lichtpaket bietet eine Vielzahl von im Innenraum angebrachten Lichteinheiten. Dazu gehört die Fußraumbeleuchtung, beleuchtete Ablagefächer in der Mittelkonsole und der Rückwand, ein Leselicht (Spot) im Innenspiegel, Ambiente-Beleuchtung für Dom und Fußraum, außzieh- und aufklappbare Sonnenblenden mit beleuchtetem Spiegel sowie Ausstiegsleuchten in den Türen.

Dieses Lichtpaket war ab Serienbeginn über den gesamten Bauzeitraum erhältlich.

#### Styling AMG
Das als Sonderausstattung (Serie für den SLK 55 AMG) über den gesamten Bauzeitraum erhältliche Styling AMG besteht aus einer Front- und Heckschürze sowie Seitenschwellerverkleidungen im AMG-Look.

#### Sport-Paket

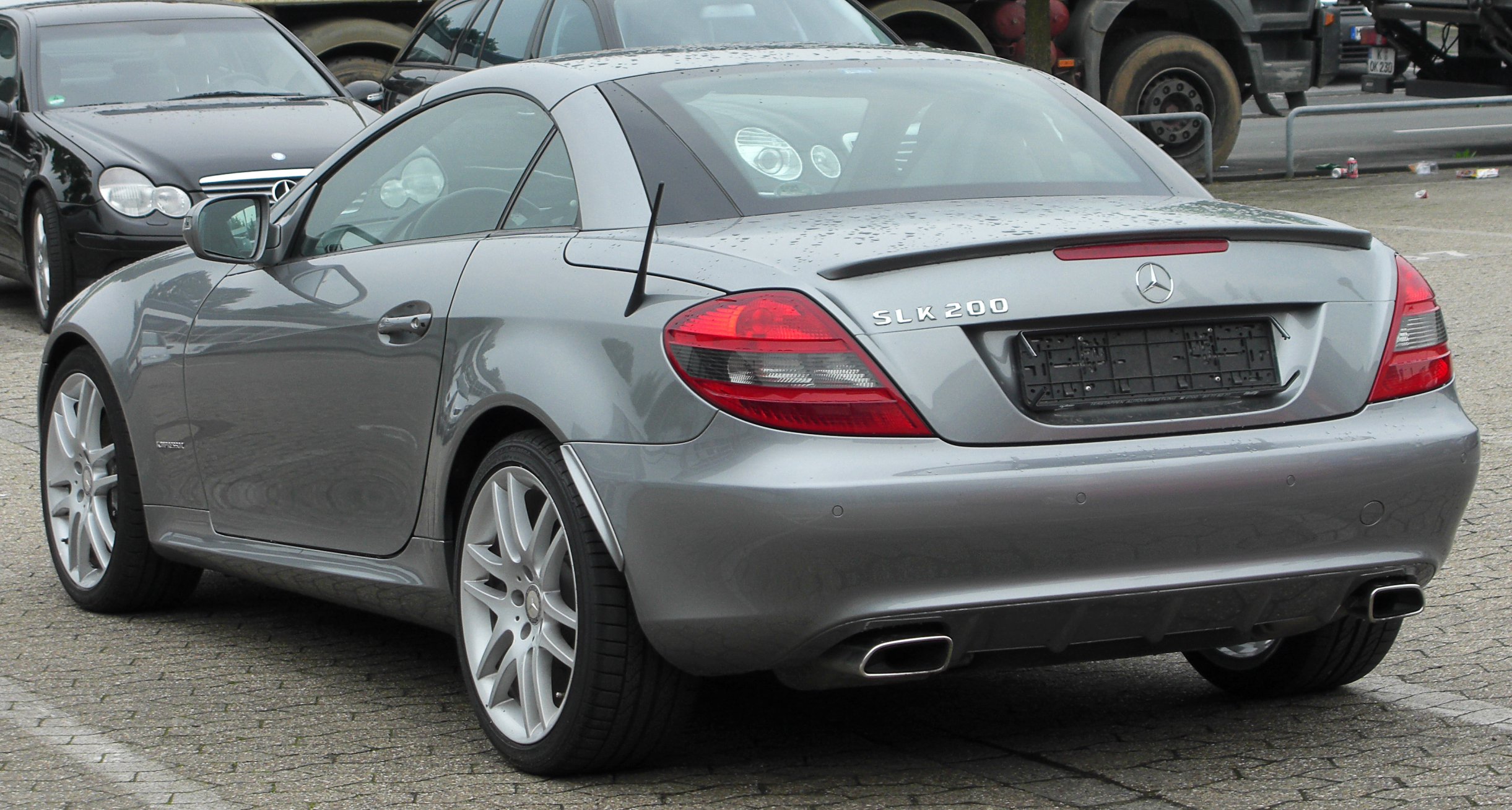
SLK 200 Kompressor Sport-Paket

Ab Mitte 2006 war ein Sport-Paket erhältlich, das an der AMG-Abrisskante auf dem Heckdeckel zu erkennen ist. Es enthält Leichtmetallräder im 6-Doppelspeichen-Design, wahlweise gegen Mehrpreis 18-Zoll-AMG-Leichtmetallräder (Code 782, ab Mopf Code 795) einschließlich Radnabenabdeckungen mit Stern und Lorbeerkranz. Die Bremsscheiben vorn sind gelocht und die Bremssättel tragen einen Mercedes-Benz-Schriftzug. Die Scheinwerfer in dunkler Einfassung runden das äußere Erscheinungsbild ab. Auf technischer Seite unterscheiden sich Fahrzeuge mit diesem Paket durch ein Sportfahrwerk mit Tieferlegung und einen Sportluftfilter, dieser allerdings nur für den SLK 280 und 350 (ab Mopf nur noch für den SLK 280 bzw. 300). Anstelle des Sportfahrwerks konnte allerdings das Serienfahrwerk gewählt werden. Für den Innenraum waren die Sitze bei der Bestellung verbindlich in Leder/Nappa/Alcantara gegen entsprechenden Mehrpreis mitzuordern. Diese sowie die Armauflagen in den Türen, das Lenkrad und der Schalt-/Wählhebel sind mit roten Ziernähten versehen. Die roten Sicherheitsgurte konnten wahlweise durch schwarze ersetzt werden. Weiterhin enthält das Sport-Paket Veloursfußmatten mit roter Kettelung sowie Zierteile auf der Fahrerseite in schwarz und auf der Beifahrerseite in Carbon-Optik; der Innenhimmel und der Heckscheibenrahmen sind schwarz.

#### AMG Performance Package
Ab Mitte 2006 war nur für den SLK 55 AMG über die besondere AMG-Ausstattung hinaus ein AMG Performance Package erhältlich. Es umfasst ein AMG Performance Fahrwerk, 18"-Zoll-Leichtmetallräder im mehrteiligen Doppelspeichen-Design mit größeren innenbelüfteten Verbundbremsscheiben an den Vorderrädern sowie ein AMG Ergonomie-Sportlenkrad in schwarzem Alcantara-Leder und Carbon-Zierteile im Innenraum.

Ab Mitte 2007 war dieses Paket innerhalb der besonderen Ausstattungsvariante AMG Performance Studio erhältlich.

#### Memory Paket
Im Memory-Paket zusammengefasst sind der elektrisch ein- und verstellbare Fahrersitz, die Lenksäule und die Außenspiegel mit Speichermöglichkeit für drei Personen. Beim rechten Außenspiegel ist eine Einparkstellung speicherbar. In dieser ist nach Einlegen des Rückwärtsgangs durch Absenkung der Spiegelposition die rechte Bordsteinkante zu erkennen.

Das Memory-Paket war mit Einführung des Mopf-Modells verfügbar; einzelne Komponenten konnten schon ab Serienbeginn als Einzelpositionen geordert werden.

#### Spiegel-Paket
Im Spiegel-Paket sind fahrerseitig automatisch abblendende Innen- und Außenspiegel sowie elektrisch anklappbare Außenspiegel links und rechts zusammengefasst.

Das Spiegel-Paket stand ab März 2009 in der beschriebenen Ausführung zur Verfügung, war aber schon ab Serienbeginn als Einzelpositionen in der Ausstattungsliste enthalten.

### Sondermodelle

#### Edition 10
Zum zehnjährigen Bestehen des SLK brachte Mercedes-Benz ab 27. November 2006 das Sondermodell Edition 10 auf den Markt.

Serienmäßig ist dieses Sondermodell in Schwarz Uni lackiert; daneben waren die Metalliclackierungen Iridiumsilber und Obsidianschwarz erhältlich. Auf Wunsch gab es auch die auf 350 Modelle limitierte mattgraue Metalliclackierung Allanitgrau Magno, die diesem Modell vorbehalten blieb. Die 17 Zoll großen, in Chrome-shadow hochglanzlackierten Zehn-Speichen-Leichtmetallfelgen mit schwarz-silbernen Plaketten mit Mercedes-Stern runden das Erscheinungsbild ab. Außerdem erhielt der SLK Edition 10 abgedunkelte Heckleuchten. An den Kotflügeln sind Logos (EDITION) angebracht.

Im Innenraum sind die Sitze mit schwarzem Leder bespannt, die Armauflage in der Mittelkonsole in Nappaleder. Außerdem kommen an den Sitzen silberfarbige Ziernähte, die den Schwarz-Silber-Kontrast erhöhen, zum Einsatz. Die Veloursfußmatten haben eine schwarze Kettelung und das eingestickte Logo dieses Sondermodells. Tachometer und Drehzahlmesser unterstreichen durch rote Skalenringe die Exklusivität dieses Modells.

#### Sport Edition
Das SLK-Sondermodell Sport Edition war ab 13. September 2007 verfügbar.

Die sportliche Note dieses Sondermodells ist äußerlich an der AMG-Abrisskante auf dem Kofferraumdeckel erkennbar. Wesentliche Merkmale sind ein Sportfahrwerk mit Tieferlegung (wahlweise war auch das Serienfahrwerk lieferbar) und ein Sportluftfilter (dieser allerdings nur für den SLK 280 und 350), die Bremsanlage mit gelochten Bremsscheiben und Mercedes-Benz-Schriftzug auf den Bremssätteln, Leichtmetallräder im 6-Doppelspeichen-Design (oder – gegen Mehrpreis – wahlweise 18″-AMG-Leichtmetallräder Code 782) einschließlich Radnabenabdeckungen mit Stern und Lorbeerkranz sowie Scheinwerfer mit dunkler Einfassung.

Im Innenraum sind die Ledersitze und weitere Ausstattungen an der Ausstattungslinie Sport-Paket orientiert. Zum Ausstattungsumfang gehören außerdem Sitzheizung, Airscarf, Klimaanlage und das Radio Audio 20 mit CD-Spieler. Gegen Mehrpreis lieferbar waren die Klimaanlage Thermotronic, die Navigationssysteme Audio 50 APS oder COMAND APS sowie verschiedene Lederausstattungen in Nappa- oder designo-Ausführung.
Ab dem 11. Januar 2010 war eine Neuauflage des Sondermodells Sport Edition verfügbar.

Von der ursprünglichen Version unterscheidet sich dieses Sondermodell äußerlich nur durch Leichtmetallräder im 5-Doppelspeichen-Design und innen durch Lenkrad-Schaltpaddles (allerdings nur bei Automatikfahrzeugen).

#### 2LOOK Edition

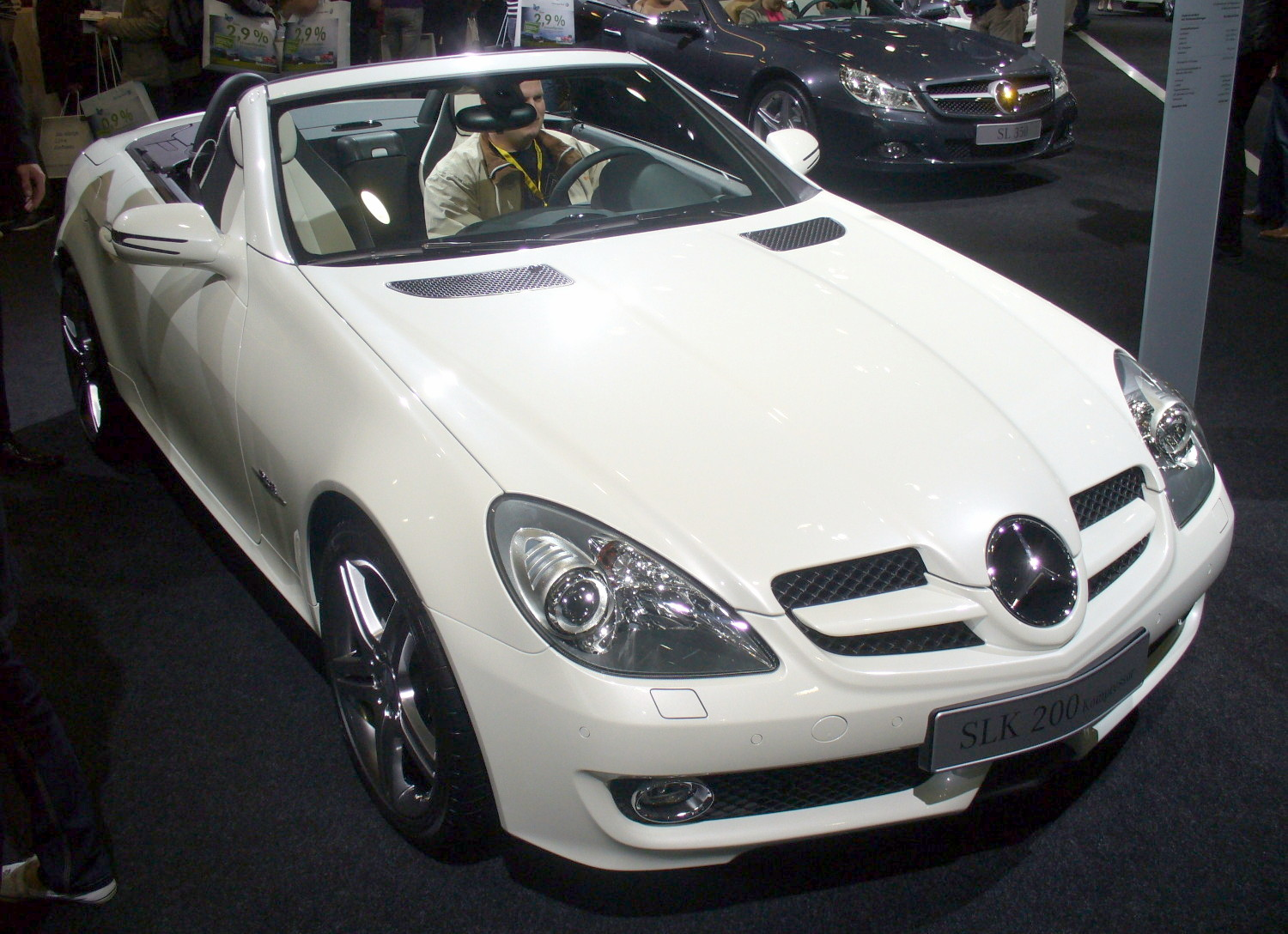
SLK 200 Kompressor 2LOOK Edition

Auf dem Genfer Autosalon 2009 stellte Mercedes-Benz ein auf 300 Stück limitiertes Sondermodell mit der Bezeichnung 2LOOK Edition vor.

Den SLK 2LOOK Edition gibt es grundsätzlich nur in den Uni-Farben Schwarz und Calcitweiß. Auf Wunsch waren die Sondermodelle aber auch in der Metallic-Lackierung Obsidianschwarz oder in der Sonderlackierung Designo Mysticweiß 2 erhältlich. Die Polsterung der Sitze ist zweifarbig (mit Kontrastziernaht), ebenso sind die Türmittelfelder und die Mittelarmlehnen mit Nappaleder schwarz-weiß bespannt, um einen hohen Kontrast zu erzielen. Eine Sitzheizung ist serienmäßig. Das Multifunktionslenkrad ist in Nappaleder schwarz, ebenfalls mit einer Kontrastziernaht, gehalten. Darüber hinaus hat der Wagen Fünfspeichen-Leichtmetallräder mit 18 Zoll Durchmesser. Sie waren entweder in der Lackierung Titansilber oder in Hochglanzlackierung Chrome Shadow erhältlich. Abgerundet wird die Erscheinung dieses Modells durch an den Seitenschwellern angebrachte Logos mit der Bezeichnung des Sondermodells, durch ein Windschott aus transparentem Acrylglas und Veloursfußmatten mit Einfassung in weißem Leder, ebenfalls mit dem Editions-Label bzw. dem Logo. Bestellt werden konnte das Modell mit allen Motoren; ausgenommen war die AMG-Version.

#### Grand Edition

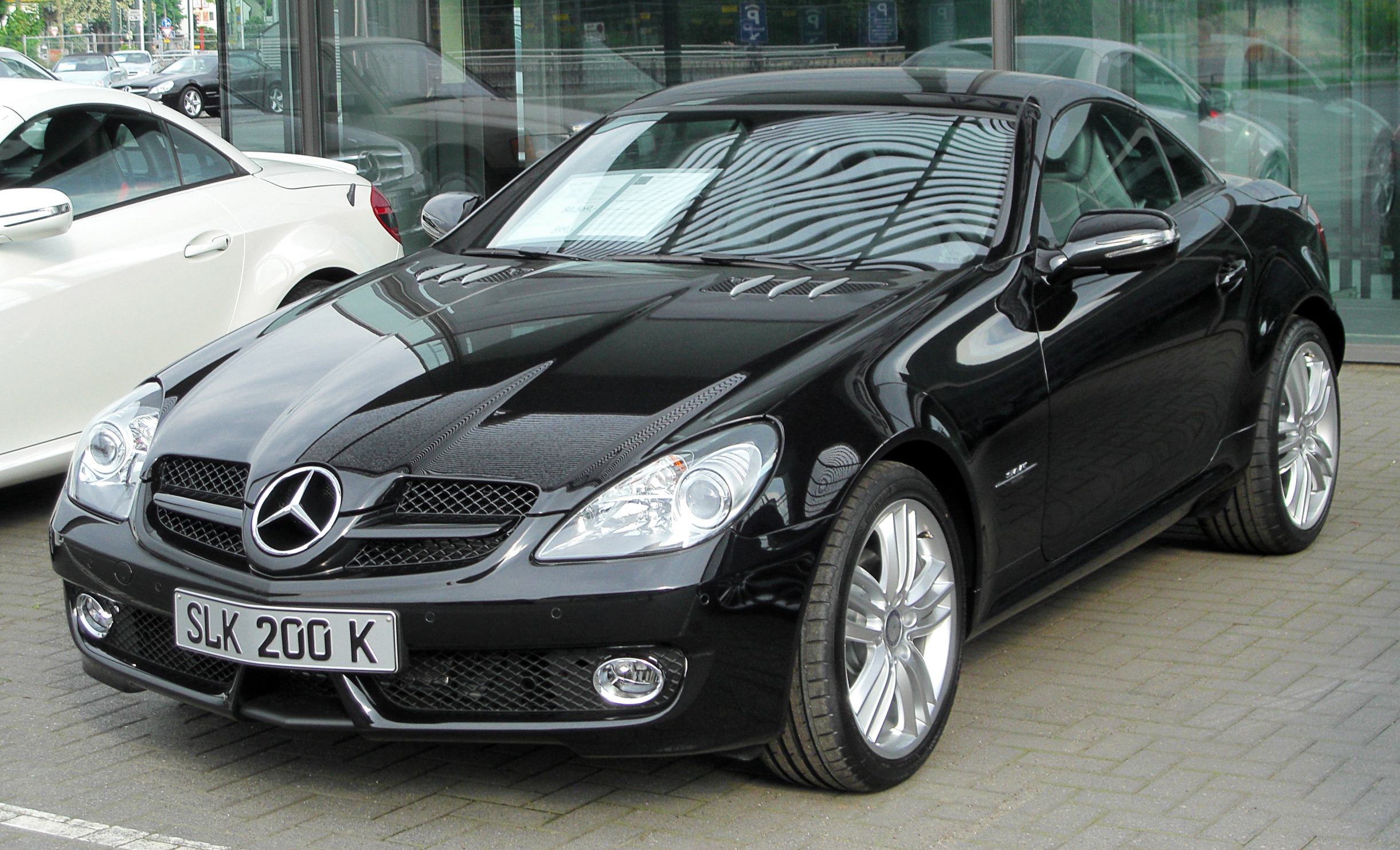
SLK 200 Kompressor Grand Edition

Am 11. Januar 2010 legte Mercedes-Benz das Sondermodell SLK Grand Edition gleichzeitig mit der Neuauflage des SLK Sport Edition auf.

Dieses setzt sich mit einer exklusiven Lackierung und einem veredelten Innenraum von den übrigen SLK-Modellen ab. Darüber hinaus gibt es das Airscarf-System und Sitzheizung serienmäßig. Zusätzlich zu den gegebenen Farbtönen (drei Uni-Lackierungen und sechs Metallic-Lackierungen) gab es bei diesem Sondermodell auf Wunsch auch die Sonderlackierung designo graphit metallic.

Für die Grand Edition gab es 18-Zoll-Leichtmetallräder im 5-Triplespeichen-Design in sterlingsilber lackiert, wahlweise aber auch ein AMG 18"-Leichtmetallrad (Code 795). Außerdem ist bei diesem Modell die dritte Bremsleuchte abgedunkelt; silberne Finnen auf den Lufteinlässen sind auf der Motorhaube angebracht. Weitere Erkennungsmerkmale sind die abgedunkelten Einfassungen der Scheinwerfer und die Logos („Grand Edition“) an den Kotflügeln.

Im Innenraum sind alle Applikationen mit Leder eingekleidet. Die Nappa-Ledersitze sind im Farbton basaltgrau mit roten Ziernähten gehalten, die Sitzseitenwangen und die Armauflage in den Türen in Leder designo basaltgrau pearl. Die Mittelarmlehne (mit Ziernaht) und der Schalt-/Wählhebel sind aus Leder Nappa schwarz. Hinzu kommen Sicherheitsgurte in Grau und schwarze Veloursfußmatten mit basaltgrauer Einfassung.